# شعله رئوفی
شعله رئوفی یک دوستدارِ حیوانات اهلِ ایران بود که پناهگاهی در اشتهارد برای گربه‌های آسیب‌دیده ساخت. او ۷ شهریورِ ۱۳۹۴ در حادثهٔ آتش‌سوزی در همین پناهگاه درگذشت.

## فیلم
محمّدحسن دامن‌زن فیلمِ مستندی به نامِ هم‌نفس دربارهٔ شعله رئوفی ساخته که پاییزِ ۱۴۰۲ از تلویزیونِ فارسیِ بی‌بی‌سی به نمایش درآمد.